# Punana brunnea
Punana brunnea är en insektsart som först beskrevs av Frederick Arthur Godfrey Muir 1913.  Punana brunnea ingår i släktet Punana och familjen sporrstritar. Inga underarter finns listade i Catalogue of Life.